# Zimna Wódka
Zimna Wódka is een dorp in de Poolse woiwodschap Opole. De plaats maakt deel uit van de gemeente Ujazd (powiat strzelecki) en telt circa 800 inwoners.

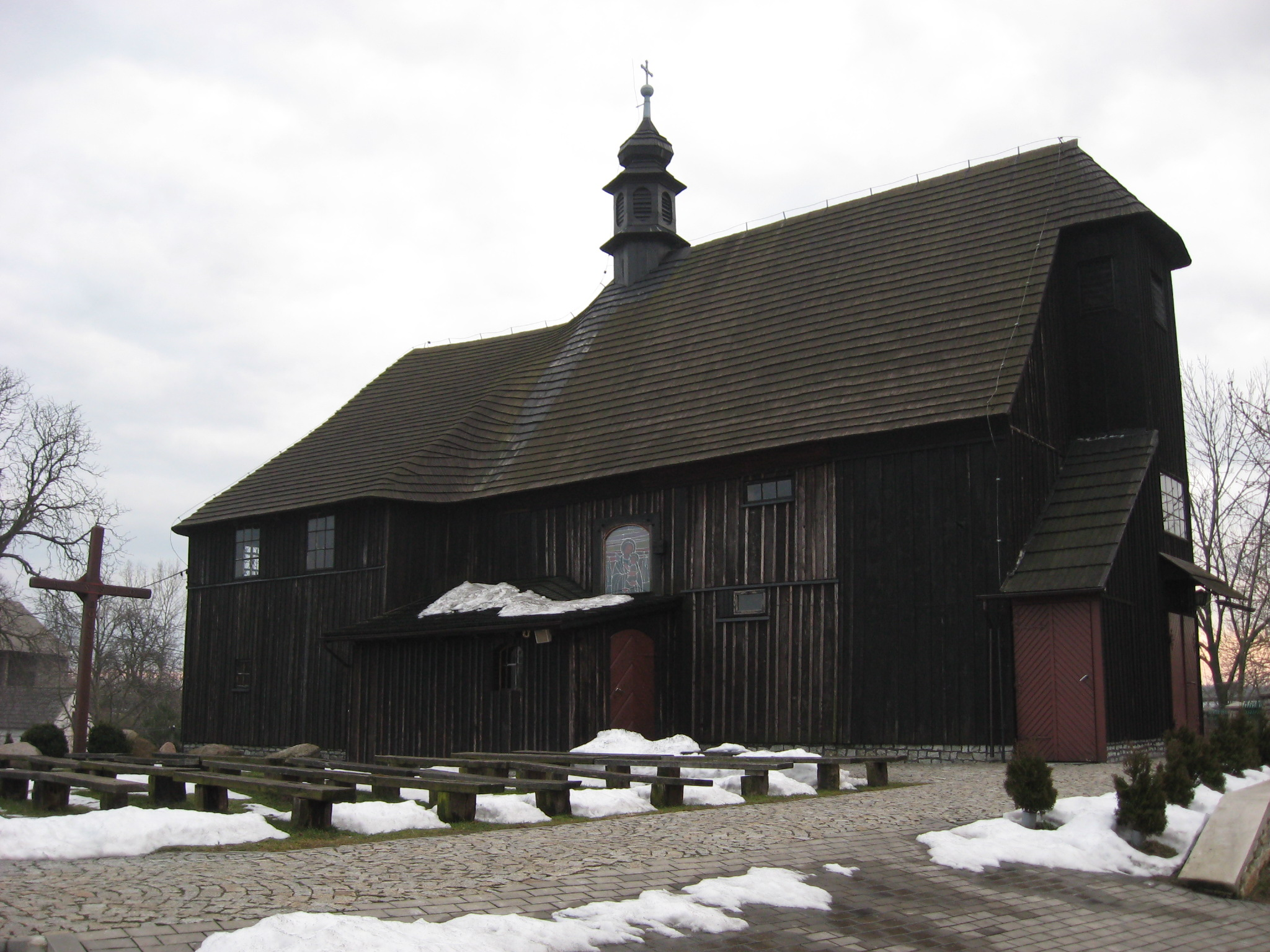
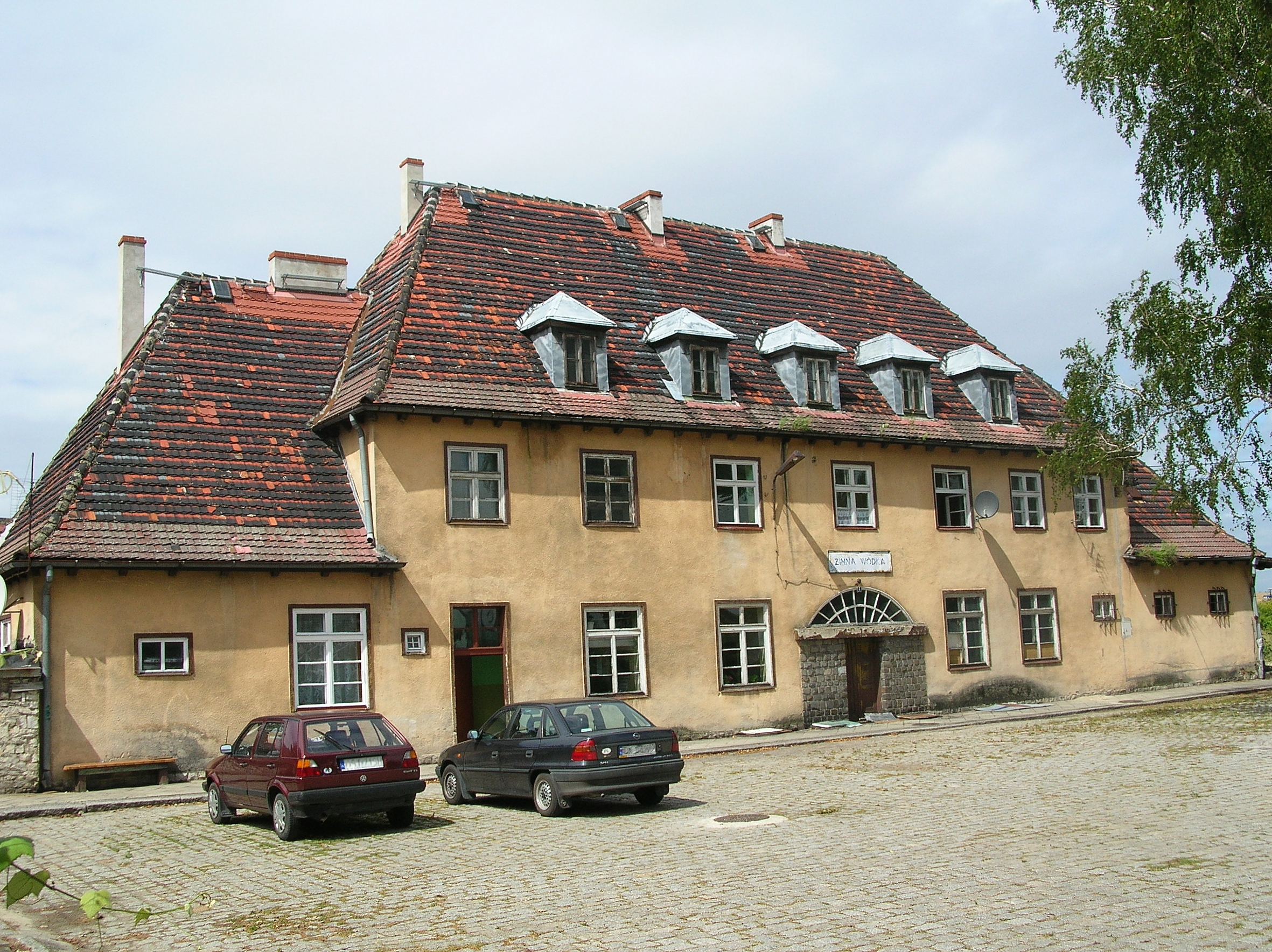